# Colossenses 1
Colossenses 1 é o primeiro capítulo da Epístola aos Colossenses, de autoria do Apóstolo Paulo, no Novo Testamento da Bíblia.

## Estrutura
A Tradução Brasileira da Bíblia organiza este capítulo da seguinte maneira:
- Colossenses 1:1-2 - Prefácio e saudação
- Colossenses 1:3-8 - Ação de graças
- Colossenses 1:9-23 - Ora por eles. A pessoa e a obra de Cristo
- Colossenses 1:24-29 - Os trabalhos de Paulo por eles. O mistério descoberto